# ماري كليمنت غاستون غوتييه
ماري كليمنت غاستون غوتييه (بالفرنسية: Marie Clément Gaston Gautier)‏ هو عالم نبات فرنسي، ولد في 10 أبريل 1841 في أربونة في فرنسا، وتوفي في 7 أكتوبر 1911 في باريس في فرنسا.